# Osa Mayor
La Osa Mayor o Ursa Major (abreviado, UMa), también conocida como el Carro Mayor, es una constelación visible durante todo el año en el hemisferio norte. Entre los aficionados se le conoce con el nombre de «el carro» o «el cazo», por la forma que dibujan sus siete estrellas principales, aunque ha recibido otros nombres.

## Características destacables

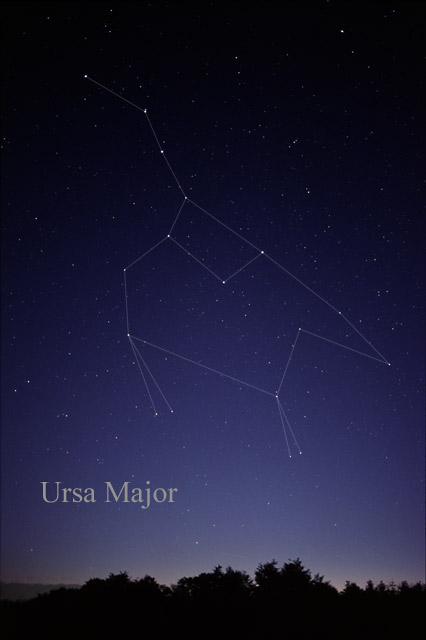
Constelación Osa Mayor, [http://www.allthesky.com/constellations/visualconstellations.html AlltheSky.com

Las principales estrellas de «el cazo», excepto Dubhe y Alkaid, tienen un movimiento propio común hacia un punto de la constelación de Sagitario, formando parte de la llamada asociación estelar de la Osa Mayor. La más brillante entre ellas es Alioth (ε Ursae Majoris), situada en la cola de la osa, distante 81 años luz de la Tierra. Es una estrella blanca de tipo espectral A1III-IVpkB9  108 veces más luminosa que el Sol y una estrella Ap químicamente peculiar, la más brillante de su clase. Su espectro de luz es atípico, mostrando ciertos elementos químicos realzados o disminuidos, que además cambian con gran regularidad con la rotación de la estrella. Se cree que forma un sistema binario con una enana marrón cuya masa es igual o mayor a 14.7 veces la masa de Júpiter.
La segunda estrella más brillante de la constelación es Dubhe (α Ursae Majoris), un sistema estelar donde destaca la binaria formada por una gigante amarillo-naranja de tipo G9III y una estrella blanco-amarilla de secuencia principal de tipo A7.5  cuyo período orbital es de 44.5 años. Separada visualmente 7.1 segundos de arco se localiza una enana amarilla que es, a su vez, una binaria espectroscópica. En conjunto forman un sistema estelar cuádruple. Le sigue en brillo η Ursae Majoris, oficialmente llamada Alkaid y conocida también como Benetnasch, una estrella blanco-azulada de la secuencia principal de tipo espectral B3V con una temperatura efectiva de 17 000 K.
Mizar (ζ Ursae Majoris) y Alcor (80 Ursae Majoris) forman una de las estrellas dobles más conocidas del firmamento nocturno. Por una parte, Mizar es un sistema estelar cuádruple formado por dos binarias separadas al menos 500 ua; adicionalmente, cada una de ellas es una binaria espectroscópica. Las cuatro componentes son estrellas blancas de la secuencia principal. Por otra parte, Alcor es una estrella de tipo A5V —y a su vez una estrella binaria— que sí parece estar vinculada físicamente con el sistema Mizar, si bien la separación entre Mirak y Alcor se estima en unas 74 000 ua.
Otras tres de las estrellas más brillantes de la constelación, Merak (β Ursae Majoris), Phecda (γ Ursae Majoris) y Megrez (δ Ursae Majoris), son también estrellas blancas de la secuencia principal, de tipo A1V, A0V y A2Vn respectivamente. Phecda tiene como acompañante una enana naranja cuyo período orbital es de 20.5 años.
En la Osa Mayor también se pueden observar varias gigantes rojas brillantes. μ Ursae Majoris, llamada Tania Australis, tiene tipo espectral M0III y es una binaria espectroscópica. Por su parte, ρ Ursae Majoris es una estrella de la rama asintótica gigante de tipo M3III; tiene una temperatura superficial de 3279 K  y un radio 59 veces más grande que el del Sol. Otra gigante de tipo M2III es 83 Ursae Majoris, cuyo radio —calculado a partir de la medida de su diámetro angular— es 78 veces más grande que el radio solar.
Entre las variables de la Osa Mayor destaca W Ursae Majoris, cuya variabilidad fue detectada por primera vez por Muller y Kempf en 1903. Es una binaria eclipsante de contacto cuyas componentes comparten una capa exterior común, por lo que ambas estrellas tienen el mismo tipo espectral, G2Vn. La órbita del sistema es circular con un período orbital de solo 0.3336 días, u ocho horas y 23 segundos. Es el prototipo de esta clase de variables, conocidas como variables W Ursae Majoris. Otra variable de este tipo en la constelación es AW Ursae Majoris, siendo su período ligeramente mayor, 0.4387 días. Por otra parte, la variable Z Ursae Majoris es una gigante roja cuya periodicidad semirregular es el resultado de varios períodos de pulsación diferentes dentro de la estrella. De muy distintas características es SU Ursae Majoris, una nova enana dentro del grupo de las variables cataclísmicas.

Órbitas de los planetas en torno a 47 Ursae Majoris

En esta constelación se encuentran varias enanas amarillas análogas al Sol. 61 Ursae Majoris es una estrella de tipo G8V, más fría y de menor tamaño que el Sol, situada a 31.1 años luz. Algo más alejada —a 41.9 años luz—, 36 Ursae Majoris es una estrella de tipo F8V con una temperatura efectiva de 6110 K; se ha señalado la posible presencia de una tenue enana roja o enana marrón alrededor de ella en una órbita muy excéntrica (ε = 0.8). 47 Ursae Majoris —denominada Chalawan por la IAU— es una estrella de tipo G1V donde se han descubierto tres planetas extrasolares a 2.1, 7.7 y 11.6 ua de la estrella. De tipo espectral G0V, 16 Ursae Majoris es una estrella más vieja que el Sol con una compañera estelar que tiene un período orbital de 16.23 días. HD 89744 es una estrella blanco-amarilla de tipo F7V con dos planetas orbitando en torno a ella, con períodos orbitales de 257 y 6974 días respectivamente. Un planeta notable es HD 80606 b, que orbita en torno a una estrella de tipo G5V; este planeta se caracteriza por ser el exoplaneta con mayor excentricidad (ε = 0.932) descubierto hasta la fecha, variando su temperatura de 800 K a 1500 K en solo seis horas. Por último, HD 98618 es un gemelo solar cuyos parámetros de temperatura, metalicidad y edad son casi indistinguibles de los solares. Su luminosidad es levemente superior a la luminosidad solar, aproximadamente un 6 % mayor.
Lalande 21185, la cuarta estrella más próxima al sistema solar —a 8.31 años luz—, se encuentra en esta constelación. Es una enana roja tenue de tipo M2.0V con una luminosidad equivalente al 2 % de la luminosidad solar y una metalicidad —abundancia relativa de elementos más pesados que el helio— igual al 52 % de la solar. A 0.079 ua de ella orbita un planeta extrasolar cuya masa es, al menos, 2.69 veces mayor que la de la Tierra; la presencia de un segundo planeta, con una masa al menos 14 veces mayor que la de la Tierra, fue confirmada en 2021. Igualmente, en torno a la enana roja HIP 57050 se han descubierto dos planetas, que orbitan a 0.17 y 0.91 ua. Otro sistema estelar cercano a nosotros es Gliese 412, compuesto por dos enanas rojas de desigual masa separadas entre sí aproximadamente 140 ua; la más tenue es una estrella fulgurante que recibe el nombre, en cuanto a variable, de WX Ursae Majoris. Groombridge 1618, distante tres años luz de Gliese 412 y 15.9 años luz del sistema solar, es una enana naranja de tipo K7V y 3947 K de temperatura cuya luminosidad corresponde al 4.6 % de la que tiene el Sol. Por otra parte, en la Osa Mayor se encuentra la tercera estrella con un mayor movimiento propio, Groombridge 1830. Es una estrella subenana del halo galáctico cuya metalicidad equivale al 9 % de la que tiene el Sol.

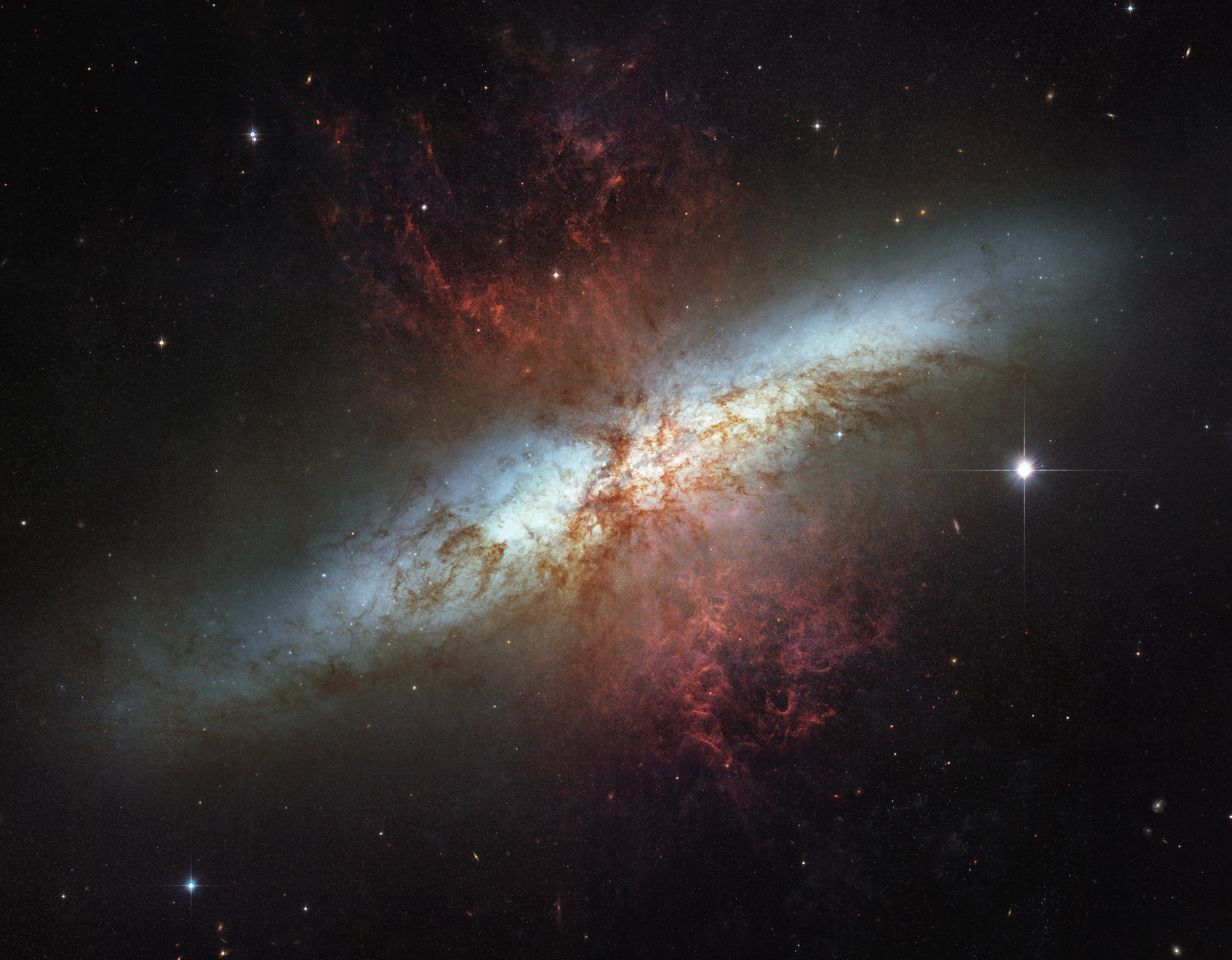
Imagen de mosaico de M82 obtenida con el telescopio espacial Hubble

Otro objeto de interés en la constelación es M97 o nebulosa del Búho, una nebulosa planetaria situada a unos 2900 años luz. Es una nebulosa muy compleja cuya edad estimada es de 8000 años. Su estrella central, una enana blanca, tiene una masa comprendida entre 0.55 y 0.60 masas solares y una temperatura de 94 000 K.
Por otra parte, en la Osa Mayor se encuentran varias galaxias notables. M81, conocida como galaxia de Bode, es una galaxia espiral distante 11.8 millones de años luz, una de las más cercanas más allá del Grupo Local. Posiblemente sea la galaxia más importante de la agrupación galáctica de M81. Una única supernova ha sido detectada en M81; bautizada como SN 1993J, fue una supernova de tipo II descubierta el 28 de marzo de 1993 en España por F. García. Por el contrario, M82, llamada galaxia del Cigarro, es una galaxia irregular prototipo de galaxia con brote estelar, caracterizada por una elevada tasa de formación estelar en su centro, cuyo origen parece deberse a la interacción gravitatoria con la galaxia de Bode hace entre 200 y 500 millones de años.
Otra galaxia prominente es M101, una de las galaxias más grandes en la vecindad del Grupo Local con un diámetro de más del doble que el de la Vía Láctea; se caracteriza tanto por su riqueza en gas para formar nuevas estrellas como por su elevado número de regiones H II. Contiene 1000 millones de estrellas, diez veces más que nuestra galaxia, y se piensa que hace 200 millones de años tuvo un encuentro cercano con NGC 5474. M108 y M109 son también galaxias espirales más alejadas —a 31 y 85 millones de años luz respectivamente—, la segunda de ellas catalogada como espiral barrada de tipo «theta», observándose como un punto brumoso.

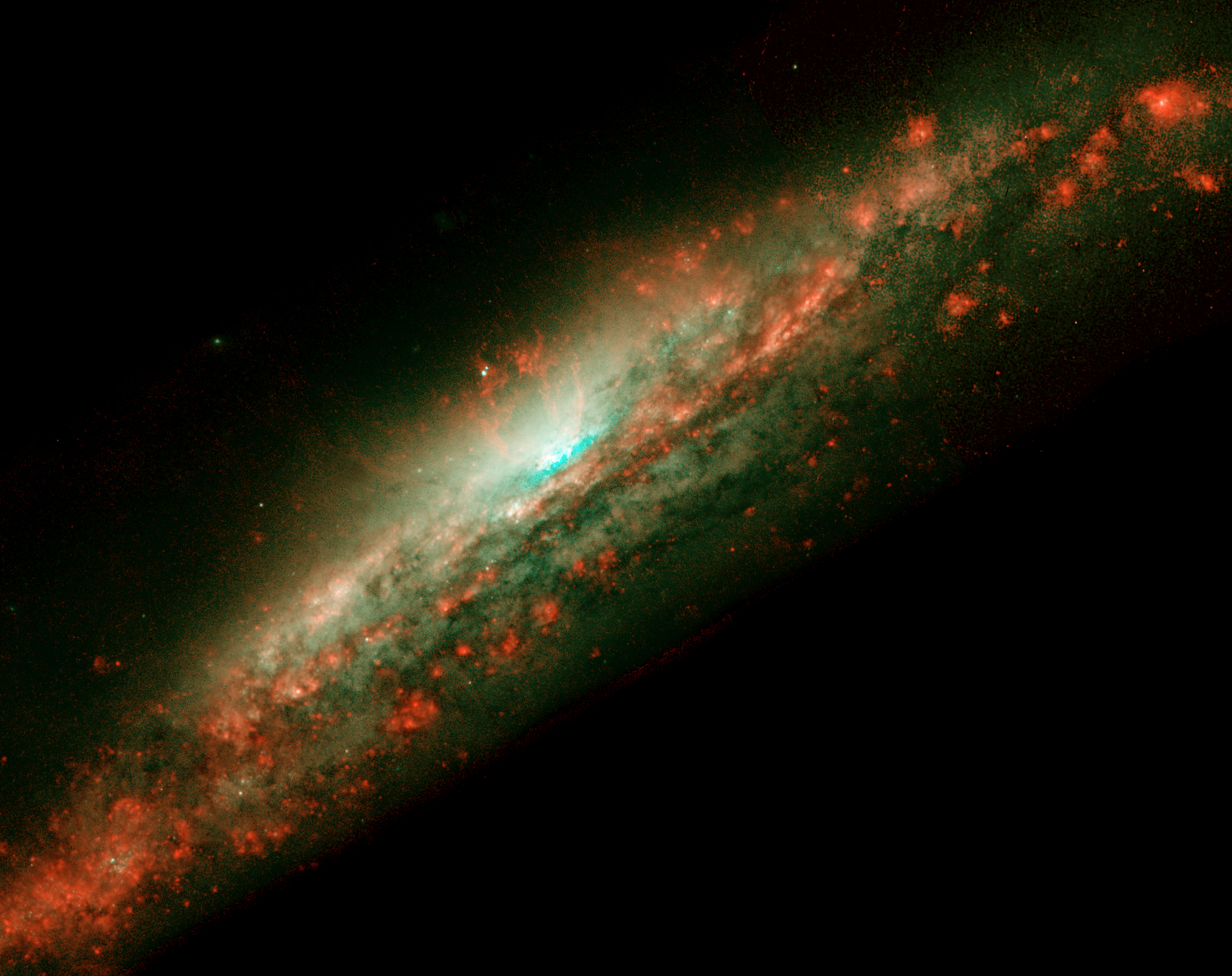
Imagen del Hubble de NGC 3079

NGC 2787 es una galaxia lenticular distante 24 millones de años luz que tiene una región nuclear con líneas de emisión de baja ionización (LINER). Asimismo, NGC 3079 y NGC 3310 son sendas galaxias con brote estelar cuya tasa de formación estelar es muy superior al de una galaxia normal. El telescopio espacial Hubble ha permitido observar como en el núcleo de NGC 3079 existe una burbuja grumosa de gas caliente que se eleva desde una caldera de materia incandescente. Por su parte, NGC 3310 contiene varios cientos de cúmulos estelares, pudiendo cada uno de ellos dar lugar al nacimiento de hasta un millón de estrellas.
Por último, es también interesante la galaxia I Zwicky 18, de la que en un principio se pensó que era la galaxia más joven de nuestro entorno con una edad de 500 millones de años; sin embargo, posteriores observaciones con el telescopio Hubble sugieren que su formación estelar comenzó hace al menos mil millones de años e incluso hace diez mil millones de años. Por lo tanto, parece haberse formado al mismo tiempo que el resto de las galaxias.

## Estrellas principales

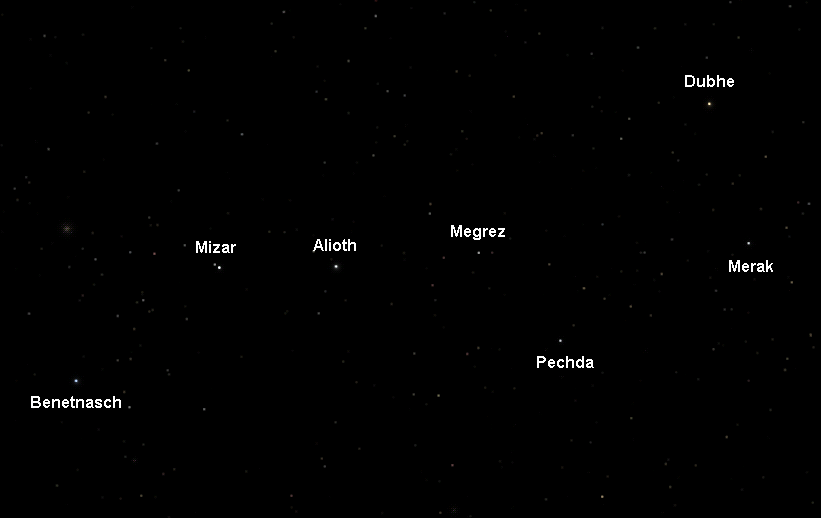
Imagen de la Osa Mayor capturada en Celestia

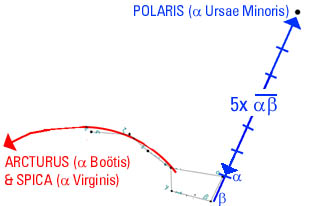
A partir de la posición de Merak (β) y Dubhe (α) se puede encontrar la estrella polar

- α Ursae Majoris (Dubhe), la segunda estrella más brillante de la constelación con magnitud 1.81, un sistema estelar múltiple a 124 años luz de distancia.
- β Ursae Majoris (Merak), de magnitud 2.34, es solo la quinta estrella en brillo, y, junto con Dubhe, señala la dirección de Polaris (α Ursae Minoris), la estrella polar.
- γ Ursae Majoris (Phecda, Phekda o Phad), estrella blanca de magnitud 2.41, a 84 años luz.
- δ Ursae Majoris (Megrez), estrella blanca de magnitud 3.32.
- ε Ursae Majoris (Alioth), la más brillante de la constelación con magnitud 1.76, es una estrella Ap químicamente peculiar, la más brillante de esta clase. Es una variable Alfa2 Canum Venaticorum cuyo brillo fluctúa 0.02 magnitudes.

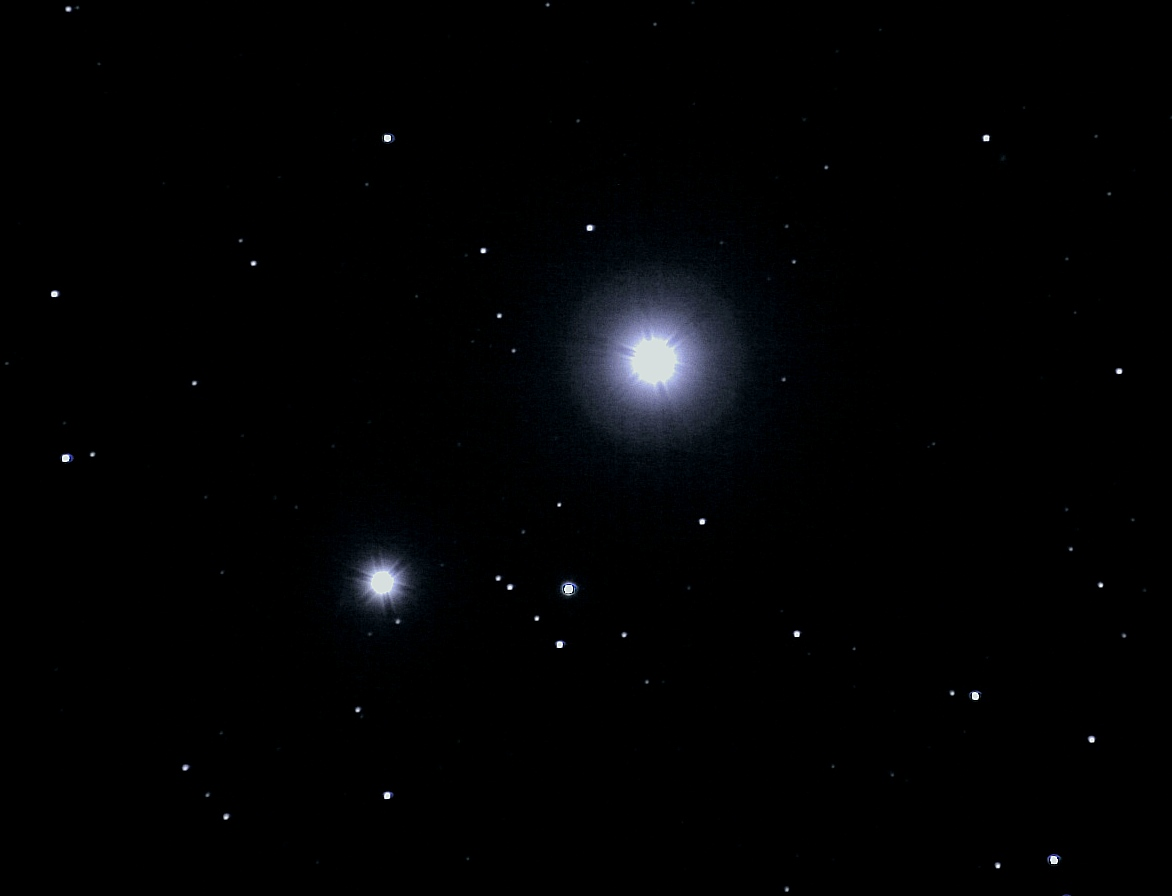
Estrella doble Alcor y Mizar

- ζ Ursae Majoris (Mizar), con magnitud 2.23, forma junto a Alcor una famosa estrella doble dentro de la categoría de parejas de movimiento propio común, separadas 12 minutos de arco. No obstante, ambas son a su vezestrella binarias , con sus componentes ligadas gravitatoriente.
- η Ursae Majoris (Benetnasch o Alkaid), la tercera más brillante de la constelación con magnitud 1.85, una estrella blanco-azulada.
- θ Ursae Majoris, estrella doble cuyas componentes están separadas 4.1 segundos de arco. La estrella principal es una binaria espectroscópica.
- ι Ursae Majoris (Talitha Borealis), sistema estelar múltiple de magnitud 3.12, a 48 años luz de distancia.
- κ Ursae Majoris (Talitha Australis), estrella binaria de magnitud 3.6 compuesta por dos estrellas blancas separadas 0.3 segundos de arco.
- λ Ursae Majors (Tania Borealis), estrella subgigante blanca de magnitud 3.45 con un posible disco circunestelar a su alrededor.
- μ Ursae Majoris (Tania Australis), gigante roja y variable semirregular de magnitud 3.06.
- ν Ursae Majoris (Alula Borealis), estrella binaria compuesta por una gigante naranja de magnitud 3.49 y una enana amarilla de magnitud 10.1, separadas 7.4 segundos de arco.
- ξ Ursae Majoris (Alula Australis), de magnitud 3.79, estrella múltiple con cuatro o cinco componentes a 27.3 años luz.
- ο Ursae Majoris (Muscida), gigante amarilla y estrella variable entre magnitud 3.36 y 3.6.
- π Ursae Majoris, denominación utilizada para dos estrellas distintas: π 1 Ursae Majoris, enana amarilla a 46.8 años luz, y π 2 Ursae Majoris, estrella gigante con un planeta extrasolar.
- ρ Ursae Majoris, gigante roja de magnitud 4.78.
- υ Ursae Majoris, variable Delta Scuti de magnitud media +3.80.
- φ Ursae Majoris, binaria compuesta por dos subgigantes blancas.
- χ Ursae Majoris (Al Kaphrah), gigante naranja de magnitud 3.71.
- ψ Ursae Majoris, también gigante naranja de magnitud 3.01.
- W Ursae Majoris, binaria de contacto donde ambas estrellas comparten las capas exteriores. Da nombre a un tipo de variables (variables W Ursae Majoris).

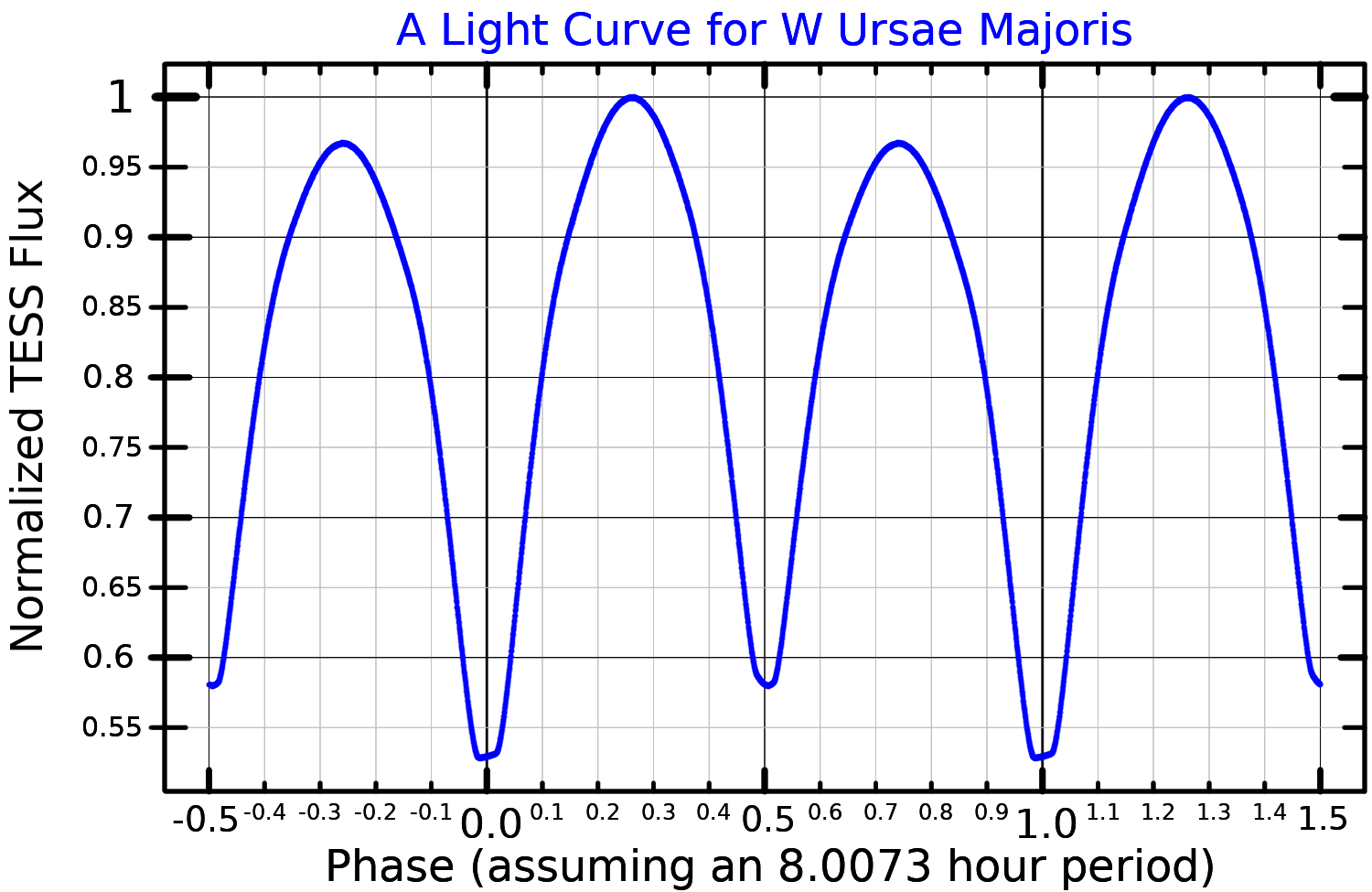
Curva de luz de la variable W Ursae Majoris

- AW Ursae Majoris, también binaria de contacto, en donde la componente primaria es diez veces más masiva que la secundaria.
- IQ Ursae Majoris (83 Ursae Majoris), gigante roja y variable semirregular.
- 2 Ursae Majoris, estrella Am blanca de magnitud 5.46.
- 15 Leonis Minoris, es una enana amarilla que, pese a su denominación de Flamsteed, se encuentra en los límites de la Osa Mayor.
- 16 Ursae Majoris (c Ursae Majoris), sistema binario de magnitud 5.20 cuya componente principal es una enana amarilla.
- 23 Ursae Majoris, estrella binaria de magnitud 3.65 compuesta por una estrella blanco-amarilla y una enana naranja.
- 24 Ursae Majoris (DK Ursae Majoris), gigante o subgigante amarilla ligeramente variable.
- 47 Ursae Majoris, análogo solar con tres planetas extrasolares (47 Ursae Majoris b, c y d).
- 36 Ursae Majoris y 61 Ursae Majoris, enanas amarillas a 41.9 y 31.1 años luz respectivamente.
- 55 Ursae Majoris, sistema triple cuyas tres componentes son estrellas blancas.
- 78 Ursae Majoris, sistema binario que también forma parte de la Asociación estelar de la Osa Mayor.
- 80 Ursae Majoris (Alcor), de magnitud 3.99; el poder resolverla a simple vista de Mizar constituye un ejercicio habitual de agudeza visual.
- HD 98618, estrella con características casi idénticas al Sol, considerada un gemelo solar.
- HD 89744, estrella blanco-amarilla de la secuencia principal con dos planetas en órbita.
- Lalande 21185, enana roja de brillo tenue, la cuarta estrella más cercana al sistema solar a 8.29 años luz.
- Groombridge 1830, estrella subenana amarilla con un alto movimiento propio.
- Groombridge 1618, enana naranja y estrella fulgurante a 15.89 años luz.
- HR 5256 (HD 122064), enana naranja solitaria distante 33 años luz.
- Gliese 412 (WX Ursae Majoris) es una estrella binaria cercana compuesta por dos enanas rojas.
- Gliese 450 e HIP 57050, enanas rojas a 28 y 36 años luz respectivamente; la segunda de ellas tiene dos planetas extrasolares.
- G 196-3, sistema binario constituido por una enana roja y una enana marrón.
- Sidus Ludoviciana (HD 116798) es una estrella de octava magnitud visible en el campo ocular de Mizar-Alcor que una vez fue confundida con un nuevo planeta, está situada a 393 años luz.

## Objetos de cielo profundo

M81 (Galaxia de Bode). Imagen obtenida por el telescopio espacial Hubble

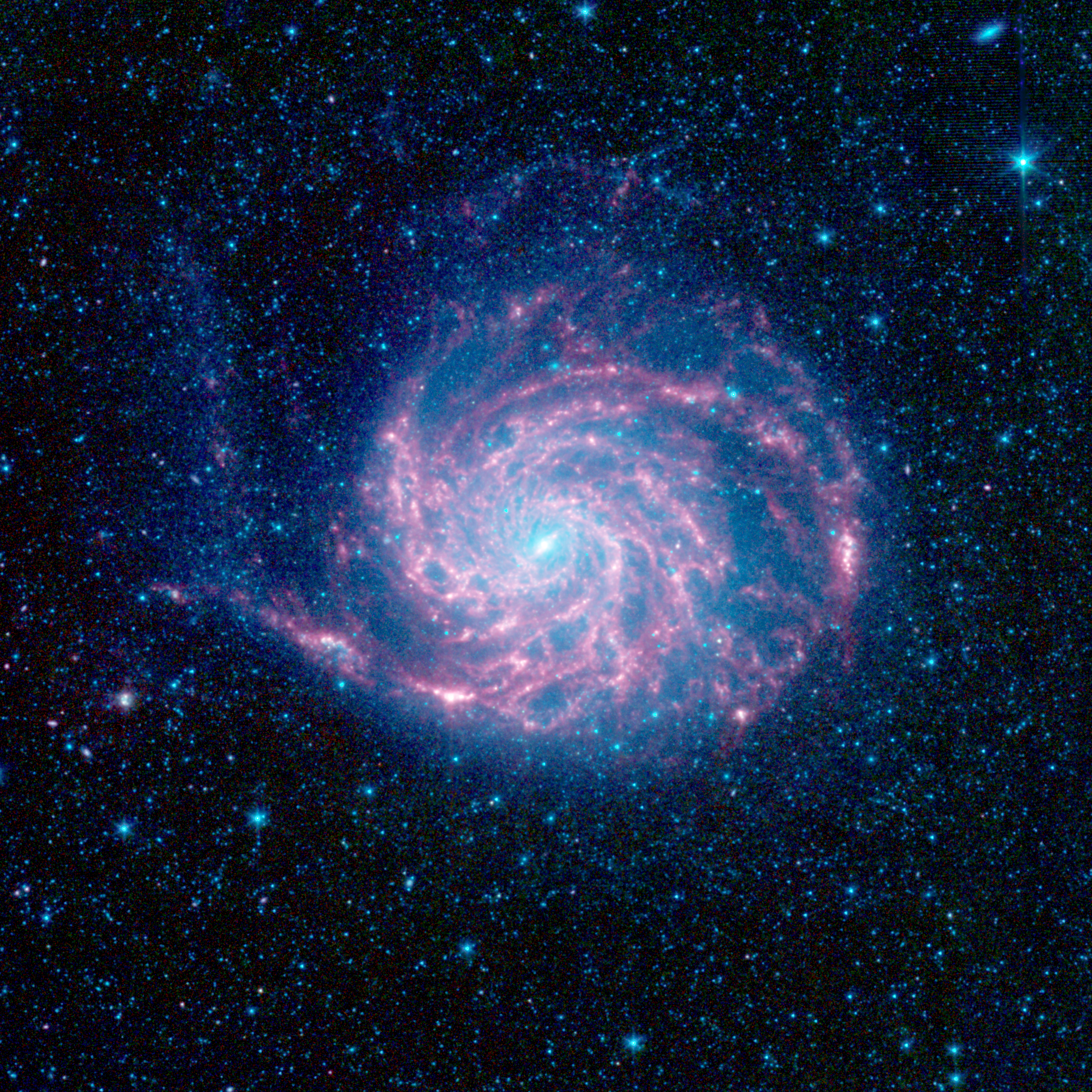
M101 (Galaxia del Molinete). Imagen obtenida por el telescopio espacial Spitzer

Con pequeños telescopios se pueden ver hasta cincuenta galaxias en la Osa Mayor. Como objetos de mayor interés, cabe destacar:
- M81 o Galaxia de Bode, la más prominente del Grupo de M81. En 1993, una supernova de tipo II (SN 1993J) tuvo lugar en esta galaxia, siendo descubierta por el astrónomo español aficionado Francisco García Díaz.[59]
- M82 (Galaxia del Cigarro), localizada encima de la cabeza de la osa; galaxia irregular, es el mejor ejemplo de galaxia con brote estelar.
- M97 o Nebulosa del Búho, uno de los objetos más tenues del catálogo Messier. Es una nebulosa planetaria cuya estrella central tiene magnitud 16.
- Galaxia del Molinete (M101), visible de frente. Una de las más grandes en el entorno de la Vía Láctea, es la más brillante de la agrupación galáctica que lleva su nombre, Grupo de M101.
- Galaxia espiral M108, situada 1.5º al sureste de Merak (β Ursae Majoris). Desde la Tierra, aparece prácticamente de perfil.
- Galaxia espiral M109, situada 36 minutos de arco al sureste de Phecda (γ Ursae Majoris). Forma parte de un gran grupo de galaxias (Grupo M109) del que forman parte NGC 3949, NGC 3953, NGC 3982, NGC 4088 entre otras.
- NGC 2841, NGC 3079, NGC 3184, NGC 3310, NGC 4051 y NGC 4013, todas ellas galaxias espirales.
- NGC 3077, galaxia elíptica 47 minutos de arco al este de M81.
- NGC 2685, galaxia lenticular con un anillo de estrellas y gas perpendicular a ella.
- Galaxia enana I Zwicky 18, galaxia irregular compuesta casi exclusivamente por hidrógeno y helio; inicialmente fue considerada la galaxia más joven de nuestro entorno.
- Abell 28, nebulosa planetaria de bajo brillo superficial.
- Campo Profundo del Hubble, imagen de una pequeña región en la constelación, basada en los resultados de una serie de observaciones con el telescopio espacial Hubble.

## Mitología y ficción

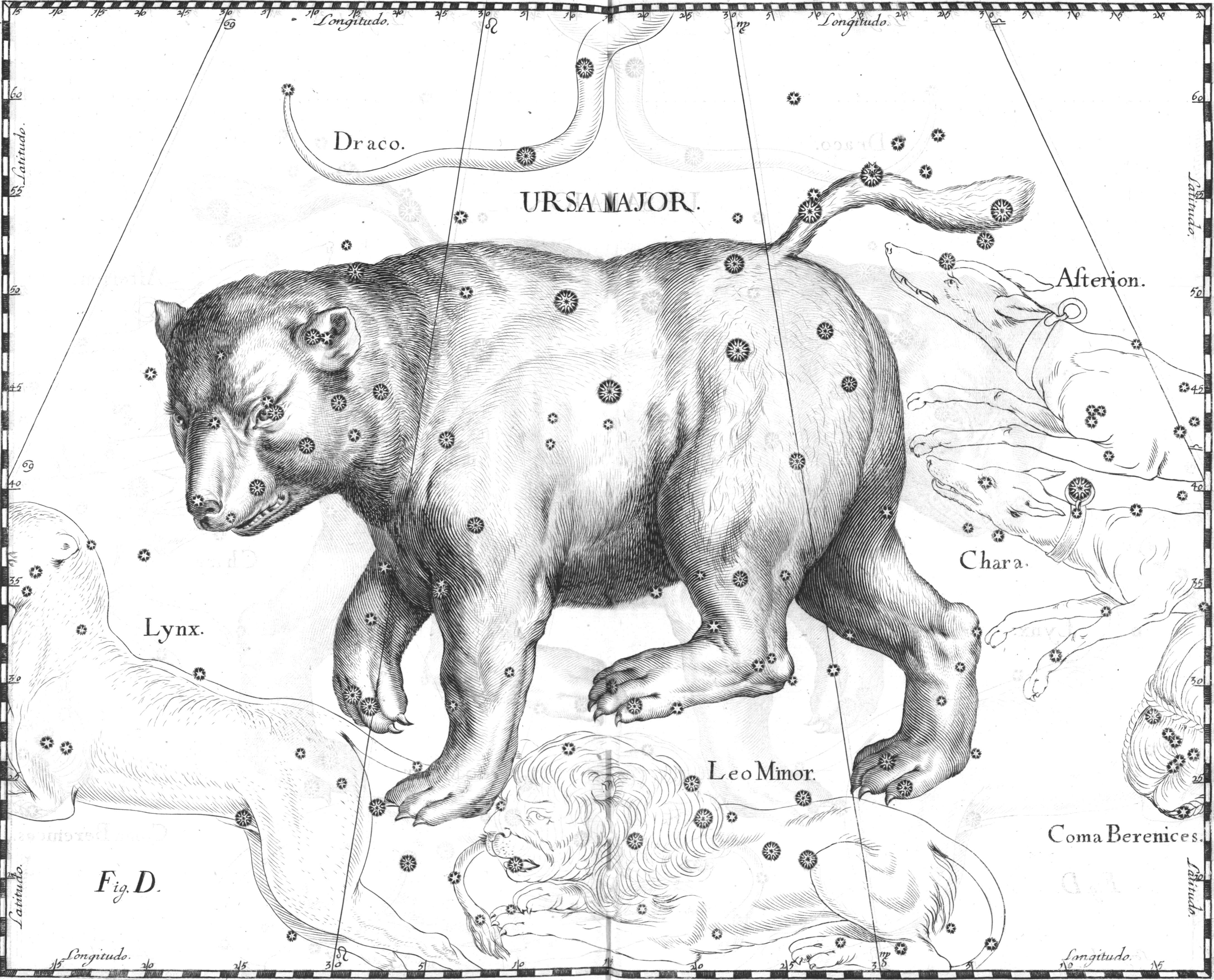
La Osa Mayor en el catálogo de Hevelius.

La constelación de Osa Mayor ha recibido diferentes nombres a lo largo de la Historia en función de las imágenes que la imaginación del ser humano ha visto en ella. Por ejemplo los árabes veían una caravana, los nativos americanos del norte un cucharón y los japoneses llaman Hokuto al carro o cazo que forman las siete estrellas principales.
En la mitología griega el catasterismo de la Osa Mayor tiene un puñado de variantes. En la versión más conocida se trata de Calisto, una compañera arcadia de Artemisa que fue transformada en osa por uno de los dioses: Artemisa, Zeus o Hera, tras ser seducida por el propio Zeus. Aunque existen varios relatos contradictorios sobre este catasterismo, se pueden distinguir dos patrones básicos. Según uno Calisto fue asesinada por Artemisa poco después de su transformación y Zeus la colocó, o una imagen suya, en los cielos; según el otro Calisto sobrevivió, y su hijo Árcade la cazó cuando creció sin darse cuenta de que la osa era su madre. Zeus salvó a madre e hijo y los puso en los cielos, a Calisto como Arctos («osa»), y a Árcade como Arctophylax («guardián de la osa»; esto es, el Boyero). O bien la muchacha se llamaba Megisto y el padre Ceteo. La constelación rodea el polo y nunca se pone en el Océano (es decir, se encuentra ubicada debajo del horizonte). Según Arato, el niño Zeus fue amamantado, ora por dos osas, ora por dos ninfas, en una cueva junto al monte Dicte de Creta, y más tarde el dios las recompensó colocándolas en los cielos: Hélice o Ida es la Osa Mayor y Cinosura o Adrastea es la Osa Menor. Una leyenda cretense dice que, para escapar de Cronos, Zeus se transformó en serpiente (Dragón) y a sus nodrizas en dos osas. Hamaxa (ἄμαξα, «carro») fue uno de los primeros nombres de la constelación como atestigua Homero. En Roma las estrellas eran conocidas como los Septentriones (los «siete yuntas de bueyes») y son por antonomasia sinónimos del punto cardinal norte.
Una de las pocas estrellas mencionadas en la Biblia (Job 9:9; 38:32 – Orión y las Pléyades son las otras), Osa Mayor fue imaginada también como un oso por los hebreos y la mayoría de los norteamericanos. Sin embargo, como los osos no tienen colas largas, ellos consideraron a Alioth, Mizar y Alkaid como tres cachorros que siguen a su madre o a tres cazadores. («El Oso» fue traducido mal como «Arcturus» en la Vulgata y el error persistió en la Biblia del rey Jacobo. Las traducciones posteriores han corregido esto).
La Osa Mayor forma parte de la cosmogonía ficticia creada por el escritor británico J. R. R. Tolkien para ambientar las historias de su legendarium. En estas historias el Carro toma el nombre de Valacirca (que en quenya significa ‘la hoz de los valar’). El Silmarillion narra cómo fue puesta en el firmamento por Varda cuando rehizo las estrellas.